# Platycerus spinifer
Platycerus spinifer es una especie de coleóptero de la familia Lucanidae.

## Distribución geográfica
Habita en la península ibérica (España y Portugal) y la zona pirenaica de Francia.